# مسابقات جهانی هاکی روی یخ نوجوانان ۲۰۲۳
مسابقات قهرمانی هاکی روی یخ جهان ۲۰۲۳ ، چهل و هفتمین دوره مسابقات قهرمانی نوجوانان جهانی یی یی اچ اف خواهد بود که ازتاریخ ۲۶ دسامبر ۲۰۲۲ تا ۵ ژانویه ۲۰۲۳ در هالیفاکس ، نوا اسکوشیا و مونکتون ، نیوبرانزویک ، کانادا طرح ریزی گردیده شده.
در سرآغاز کار قرار بود نووسیبیرسک و اومسک روسیه میزبانی آنان را عهده دار بود، ولی حق میزبانی روسیه در ماه فوریه ۲۰۲۲ در محرومیت حمله این کشور به اوکراین لغو گردید. هالیفاکس و مونکتون در ماه می ۲۰۲۲ به عنوان میزبان های نوین معرفی گردیدند و سومین دوره پیوسته قهرمانی نوجوانان جهان را به میزبانی کانادا رقم زدند (۲ مورد پایانی که هر دوی آنان به خاطر اثر همه گیری کووید-۱۹ واقع شدند، بیشتر توسط ادمونتون ، آلبرتا میزبانی گردیدند). دومین مسابقه ای که به میزبانی هالیفاکس برگزار گردید(که میزبان مسابقات سال ۲۰۰۳ با سیدنی، نوا اسکوشیا بود).

## زمینه
در تاریخ ۲۳ می ۲۰۱۸، یی یی اچ اف نووسیبیرسک ، روسیه را به عنوان شهر میزبان گزارش نمود.  نووسیبیرسک میزبان مسابقه های گروه ای بود، زمانیکی که شهر اومسک میزبان مسابقه های گروه بی بود.  
در تاریخ فوریه ۲۰۲۲، در محرومیت جنگ روسیه به اوکراین ، کمیته بین‌المللی المپیک (یی او سی) خواهان بی نصیبی روسیه از حق میزبانی کلیه رخداد های ورزشی بین‌المللی گردید.  قرار براین بود که میزبانی روسیه از مسابقات جهانی نوجوانان و مسابقات جهانی یی یی اچ اف ۲۰۲۳ در جلسه شورای یی یی اچ اف درتاریخ ۲۸فوریه ۲۰۲۲ مورد گفت و گو واقع گردد.  یی یی اچ اف روسیه و بلاروس را تا اطلاع ثانوی از مسابقه های بین‌المللی هاکی روی یخ تعلیق نمود و روسیه را از حق میزبانی مسابقه های قهرمانی نوجوانان جهان محروم نمود. 
در روز های پایانی ماه مارس ۲۰۲۲ ، جف مارک ، مسئول ان اچ ال اسپورت تسنت گزارش نمود که یی یی اچ اف کشور کانادا را به عنوان یک کشور میزبان فرضی برای مسابقات در نظر گرفته است، که این سومین دوره پیوسته قهرمانی جهانی نوجوانان می باشدکه در این کشور میزبانی می شود (۲ تورنمنت پیشین در آلبرتا با ادمونتون به عنوان شهر میزبان اصلی میزبانی گردید، ولی پشت درهای بسته برگزار شد و به دلیل همه‌گیری کووید-۱۹ دهاندین به ماه اوت ۲۰۲۲ تعویق گردید.   در تاریخ ۵ مه، یی یی اچ اف و هاکی کانادا گزارش نمودند که هالیفاکس و مونکتون میزبان مسابقات خواهند بود و پیشنهادها و نقد هایی گزارش گردیده توسط رجینا / ساسکاتون ، اتاوا / کبک سیتی و لندن / واترلو را مغلوب کردند. همچنین ۲۰ مین سالگرد میزبانی پیشین هالیفاکس از مسابقات در سال ۲۰۰۳ خواهد بود. 